# Levermelkzwam
De levermelkzwam (Lactarius hepaticus) is een schimmel behorend tot de familie Russulaceae. Hij komt voor bij naaldbomen en struiken op zuur, voedselarm zand en veen. Hij komt het meest voor bij dennen, maar kan ook bij lariks en douglasspar voorkomen. Vaak groeit de soort in een dikke laag strooisel van dennennaalden. Hij komt later in het jaar tevoorschijn en is te vinden tot ver in januari. Het is een van de weinige paddenstoelensoorten die positief reageert op stikstofdepositie.

## Kenmerken

### Uiterlijke kenmerken
Hoed
De hoed is aanvankelijk convex, later uitgespreid en vaak met een klein umbo (bult) in het midden. De diameter is 1 tot 6 (7) cm. Glad oppervlak, glanzend als het nat is, meestal iets ruw aan de rand, bedekt met fijne vezels. De kleur is leverbruin tot kastanjebruin met een vage olijftint. De hoedrand is vaak wat bleker en fijn gekarteld, maar niet doorschijnend en gestreept.
Lamellen

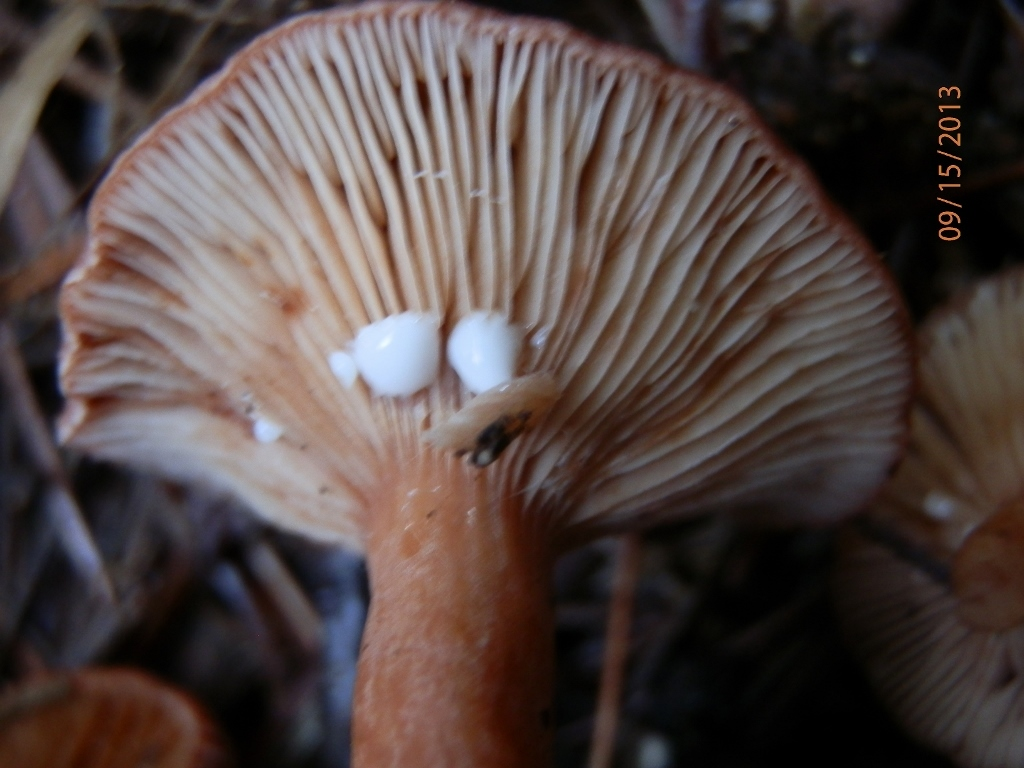
Lamellen met melksap

De lamellen zijn (kort) aflopend, geelbruin tot bleek oker, met een paarse gloed en oranjerood bij oudere exemplaren. Het vlees is wit, met rozig-gelige tint. Soms splitsen de lamellen ze zich bij de steel.
Melk
De melk wit, zwavelgelig opdrogend (op een zakdoek of stukje wit papier).
Steel
De steel is 3 tot 7 cm lang (ongeveer net zo lang als de hoed diameter) en 4-8 mm dik. De steel is cilindrisch, broos, aanvankelijk vol, later leeg. De kleur is net als de goed in het bovenste deel en vaak steenrood aan de basis. De steel heeft geen velum.
Smaak
De bittere en scherp smakende levermelkzwam is niet eetbaar. Het melksap smaakt mild en wordt na enige tijd bitter.
Sporenprint
De sporenprint is crème. 

### Microscopische kenmerken
De ronde tot elliptische sporen hebben de afmeting 7,8-8,4 × 6,4-6,9 µm. De Q-waarde (quotiënt van spoorlengte en -breedte) is 1,1 tot 1,3. Het sporenornament is 0,5 tot 1 µm hoog en bestaat uit enkele wratten en korte rechte ribben, die door fijnere lijnen bijna geheel netvormig met elkaar zijn verbonden. De meestal viersporige basidia hebben een afmeting van 35-50 × 9-12 µm. De min of meer cilindrische tot smalle spoelvormige pleurocystidia zijn vrij algemeen tot talrijk en meten 40-80 (-95) × 5-10 µm.

## Vergelijkbare soorten
Hij vertoont gelijkenis met:
- Kruidige melkzwam (Lactarius camphoratus), maar deze heeft een karakteristieke geur en komt voor op loofbomen
- Wijnrode melkzwam (Lactarius badiosanguineus), maar deze heeft een rodere hoed en komt voor bij naaldhout (zoals spar, den), maar kan ook bij berk
- Rossige melkzwam (Lactarius rufus), maar deze heeft melksap met een harsachtige geur en een scherpe smaak en komt voor bij naalbomen

## Habitat
De levermelkzwam is een schimmel die voornamelijk een symbiose aangaat met dennen (Pinus). Af en toe kunnen ook sparren (Picea) en eventueel Pseudotsuga-soorten als waardplant dienen. Het wordt voornamelijk aangetroffen op voedselarme, zure, rauwe humusrijke grond of met dikke naalden bedekte bodems. De vruchtlichamen verschijnen meestal in groepen en vrij laat in het jaar, tussen eind september en begin november

## Verspreiding

Europees verspreidingsgebied

De levermelkzwam is wijdverbreid in Noord-Azië (Oost-Siberië), Noord-Amerika (Verenigde Staten), Noord-Afrika (Marokko) en Europa. Het is een gematigde tot sub-oceanische soort. In Nederland komt hij zeer algemeen voor. Zijn verspreiding is beperkt tot pleistocene zandgronden. In Scandinavië is hij zeldzaam, een oorzaak zou kunnen zijn dat de stikstofbelasting daar minder groot is.

## Naamgeving
De wetenschappelijke naam werd gepubliceerd als Lactarius hepatikus door Plowright in 1905. De soortaanduiding hepaticus betekent leverkleurig en verwijst naar de hoedkleur.